# Base aérienne de Saint-Hubert
Ne pas confondre avec l'aérodrome de Saint-Hubert (code OACI : EBSH)
La base aérienne de Saint-Hubert (code OACI: EBSU) est une base aérienne de la Composante Air de l'armée Belge située à Saint-Hubert en province de Luxembourg, dans la région wallonne.
La base n'est aujourd'hui plus utilisée par la Composante Air. Cependant quelques manœuvres s'y déroulent toujours. Elle jouxte l'aérodrome de Saint-Hubert, qui est un aérodrome civil.

## Histoire
La base fut construite dans les années 1950 à la demande de l'OTAN. Elle est aujourd'hui à l'abandon et sert comme base de réserve.

## Caractéristiques

### Situation
La base se situe au nord de la ville de Saint-Hubert, juste à côté de son aérodrome civil.

### Piste
L'unique piste est la 07 / 25, de 2 600 mètres de long sur 45 de large. Elle est en béton. Elle dispose d'un système d'éclairage pour atterrissage.